# Chex Quest
『Chex Quest』（チェックス・クエスト）は、1996年にDigital Cafeが制作したファーストパーソン・シューティングゲームである。
本作は『Doom』（正確にはUltimate Doom版）のトータルコンバージョンMODにあたるが、6～9歳以上の子供向けのChexシリアルのおまけとして制作されたため、非暴力的な内容となっている。
本作は、1996年のGolden EFFIE AwardのAdvertising Effectiveness部門と1998年のGolden Reggie AwardのPromotional Achievement部門の両方で受賞した。今日ではシリアルの箱におまけとして同梱された最初のコンピュータゲームであることが知られている。本作のカルト的人気は、この広告媒体の昔からの非常に熱心なファンで構成されているとマスコミで指摘されている 。 
2019年、ゼネラル・ミルズはChex Questとそれまで非公式だった2008年の続編を再リリースし、YouTubeにミニドキュメンタリーを公開した。 

## ゲームプレイ
本作はDoomエンジンをベースとしており、大まかなシステムは『DOOM』と実質的に同じである。一人称視点で展開される本作において、プレイヤーキャラクターは道行く敵を倒しながら疑似3Dで構成されたステージを進んでいく。途中で、プレイヤーキャラクターの体力の向上や反撃や敵からの逃亡をより効果的に行えるようになるシリアルをテーマにしたさまざまなパワーアップ、武器、弾薬が見つかる。最後のステージのラスボスが倒されるとゲームに勝利する。 
しかし、敵のプロフィール（特に低レベルの敵で長距離攻撃を行ってこないことと高レベルの敵では移動ができない）とそれぞれの世界のステージ数（Chex Questでは5ステージに制限されている）などのDoomとの顕著な違いがいくつか見られる。 

## プロット
遠く離れた惑星「Bazoik」を舞台に、ゲームはチェックス型の鎧を身に纏った兵士のCHEX戦士が、惑星を荒らし多くの無力な入植者を捕えたヌルヌルとした緑色の無脊椎動物の侵略者「フレモイド」を退治し、人々を助けていく。彼の主な武器は「ゾーチャーズ」と呼ばれるデバイスで、敵を彼らの元の次元にテレポートさせる。ゲームはBazoikの研究センターの着陸パッドから始まる。他には、実験室、樹木園、そして最後にフレモイドが彼らのコロニーを設立したBazoikの洞窟ステージがある。彼らの主な武器は粘液であり、発射物として利用する。 

## 開発
約50万ドルの予算をかけて小さな開発者チームで制作されたChex Questは、Chexシリアルブランドを再び活性化するためにラルストン・フーズが雇った受賞歴のあるグループ、WatersMolitor promotion agencyの発案で誕生した。Dean HyersとMike Koenigsが考案したオリジナルのゲームコンセプトは非暴力のCD-ROMコンピュータゲームであり、同作はRice Chex、Wheat Chex、Corn Chexのシリアル570万箱とともにリリースされ、家庭用PCの所有者をターゲットにすることで現代の感性にアピールしながら、子供たちにとってワクワクして楽しめるシリアルとしてChexをキャスティングした。本作は、通常の小売価格が$30から$35の間になる高品質なプログラムである。しかし、シリアルの箱の価格を増加させることなく、無料で消費者に提供される
Chex Questの開発は、基本的なゲームエンジンが既に作成されており、制作プロセスの大部分が『The Ultimate Doom』の音楽とアートワークに加えられた美的変更からなるという点で、従来のコンピュータゲーム開発とは異なっていた。予算上の理由から、Id Softwareに連絡を取り最近発売されたIdの『Quake』に照らして時代遅れと見なされていたDoomエンジンの安価なライセンスを取得した。リードアーティストのCharles Jacobiとプログラマーのスコット・ホルマンにとって、Chex Questは初めてのプロのゲーム開発であったが、二人はどちらも過去にDoomのステージを改造したことがあった。2009年のPC Gamer誌へのインタビューで、JacobiはChex Questの持続的な成功の最大の理由は、同作が未だに本質的には基本的にゲームダイナミクスが変更されていないDoomの変装版であるためだと述べた。確かに、ゲームはそのアイデンティティと起源についてユーモアのセンスを持っていることで知られている。 
この改造のユーモラスな側面は、以前の非必要なDoomの装飾を非必要なChex Questの同等物に多かれ少なかれ正確に「翻訳」した結果、Doomに関連した皮肉な内輪ネタの形をとっていることである。このようにして、『Doom』の血まみれになった体と痙攣する胴体は、『Chex Quest』ではべとべとしたものに覆われたシリアルの欠片となり、シリアルの犠牲者はべとべとしたものから抜け出すために体を引きつらせている。同様に、プロットによると「体力」メーターはChex戦士の移動能力を表し、0%がスライムに覆われていて移動できない状態を表している。ステータスバーに表示されるChex戦士の絵は、『Doom』の顔のように出血するのではなく、徐々にスライムに覆われていく。時間が限られていたため、ステージデザインにはDoomのファンコミュニティで人気の既存ツール（ステージ作成ツール「Doombuilder」など）を活用し、フレモイドの独特の発声などの効果音は、クリエイティブディレクターのディーン・ハイアーズとオーディオデザイナーのアンドリュー・ベンソンがサウンドブースで遊びながら制作した
開発中、承認を得るためにラルストンが審美的な決定を下す必要があり、これにより多くの修正が行われた。例えば、ゾルチャーは本来は古典的な光線銃のように見えるように意図されていたが、それがあまりに暴力的な銃のように見えるというラルストンの懸念により、リモコンやスタートレックのトリコーダーのような外観に変更された。より強力な武器はすべて、トリコーダーモデルでデザインされた。ただし、ゾーチランチャーとフェージング・ゾーチャーは、デザイン段階の終盤に向けて再度変更され、より特徴的な外観になっている。 ゾーチの武器は、もともとバナナのスライス、牛乳、イチゴなどの栄養食品でフレモイドを「無力化」する予定であったが、これがフードファイトを促進するかもしれないとのラルストンの懸念により、ゾーチャーがピンク色の光を放出してフレモイドを「送り返す」ことで消滅させるように変更された。Chex Warriorの初期のデザインにおいても頭と体がすべて1つの巨大なChexのピースであったが、M＆M'sのアニメキャラクターとの美学的に似ているという理由で変更され、元々は黄色だったフレモイドは、Doomのカラーパレットの制限により、緑色に変更された。 
その他の開発チームメンバーは以下の通りである：プロデューサーのキンバリー・ハイアス、テクニカルコーディネーターのデイブ・ブルス、プロジェクトマネージャーのメアリー・ブレギ。 
プロモーション
プロモーションをサポートするために、クーポンや広告が新聞や雑誌に掲載され、総発行部数は4200万部に達した。ゲームを同梱するすべての（シリアルの）箱の前面へのプロモーションアートの掲載、30秒のテレビ広告が放送、ゲームのヒントやChexのレシピを紹介したり、キャラクターの経歴などの更なるプロットの詳細を紹介するWebサイト（chexquest.com）の開設が行われた。開発コストを削減するために、WatersMolitorはAmerica Onlineとのプロモーション提携を結び、America OnlineがCDを製造する代わりに、全てのChex QuestにAOLソフトウェアと「50 Free Hours」サブスクリプションオファーがセットになって売られた。WatersMolitorは、ゲームで問題が発生したゲーマーのための電話によるヘルプラインを設置し、ゲームのコーディング、プロット、アニメーション、オリジナル音楽を提供するために設立間もないニューメディア企業「Digital Café」を雇った。

### Doomとの関係
Doomの起動に使用されるいくつかのパラメーターは、Chex Questの起動にも使用される。Chex Questは前身からの大きく変更されたにもかかわらず、まだいくつかの名残が残っている（たとえば、他のUltimate Doomエピソードのステージやゲーム内のテキスト）。 
Doomにはチートコード配列があり、すべてのチートは「id」で始まるが、Chex Questのコードは一部の例外を除いてゲームの制作スタッフの人々の名前に基づいている。DoomのDOS版からのPCスピーカーの音響効果が改造され、Chex Questで使用されている。Doomは成人向けのMとレイティングされているが、Chex Questはすべての視聴者にとって子供に優しいゲームとして制作された。テクスチャから敵、そして武器に至るまで、Doomのグラフィックスとオーディオのほぼすべてが置き換えられている。 
残りのステージ
Chex Questには、ゲーム用に変換された『Ultimate Doom』の最初の5つのステージしかない。一部の残りのステージは、起動時にレベルワープパラメーターを介してのみプレイできる（Chex Quest改造として）。これらの残りのステージには、エピソード1のマップ6〜9と、エピソード2、3、および4の全マップが含まれる。これらのステージでは、音楽はUltimate Doomのオリジナル曲に戻る。レベルワープパラメータを使用してマップE3M1またはE4M1にアクセスした後、選択したエピソード内の残りのステージ（マップ5まで）には、エピソードのステージを順番にクリアすることでアクセスできる（DoomやChex Questの標準ステージの進行と同様）。残念ながら、バグにより他のステージはそれより前のステージのクリア時に起動できなくなる。同様に、E4M9は以前のようにE4M2から到達できない。E2M5をクリアすると（どちらかの出口を介して）、オリジナルDoomの2番目のエピソードである「The Shores Of Hell」の最後に元々表示されていたエンドグラフィックが表示され、E3M5をクリアすると、3番目のエピソード「Inferno」のエンドシーケンスが表示される。同様に、E4M5を完了すると、『The Ultimate Doom』の4番目かつ最後のエピソード「Thy Flesh Consumed」のエンドグラフィックが表示される。後者の2つのエンドシーケンスはどちらも、デイジーという名前の首を刎ねられたウサギをフィーチャーしている。
元々（つまりDoomで）E1M8、E2M8、E3M8およびE4M8のクリア時に表示されていたエピソードの幕間テキストは、Chex Questでは変更された形式で表示されるようになっている。これにより、Chex QuestのE1M5をクリアすると「MISSION ACCOMPLISHED. ARE YOU PREPARED FOR THE NEXT MISSION? PRESS THE ESCAPE KEY TO CONTINUE...（ミッション完了。次のミッションの準備はできてるか？続けるにはエスケープキーを押そう）」という新たなメッセージが表示される。残りのステージE2M5を完了すると、「YOU'VE DONE IT !!（君はよくやった！）」というメッセージが表示されるが、これは『Ultimate Doom』では表示されない。同様に、E3M5のクリア時に「WONDERFUL JOB！（素晴らしい！）」、E4M5のクリア時には「FANTASTIC（ファンタスティック）」 というエピソードの幕間テキストが表示されるが、そのどちらもオリジナルのゲームでは表示されない。Charles Jacobiは、5つを超えるステージを作成する計画はなかったとし 、別のプログラマーのスコット・ホルマンがテキストの文字列に目を通し、不適切と思われるものはどこに行ったかわからないように変更したことを知っていたと述べた。
Doomのより難しい敵のスキンはChex Questのステージでは使用されなかったため、変換されていないが、スキンは完全に削除されている。これにより「残されたステージ」をプレイしている人にとっては、これらの難敵は完全に見えない形でまだ存在しているため、追加の経験値が得られることになる。これは、部分的な不可視化、バーサーカーパック、ライトアンプゴーグル、すべてのスカルキーカードなどのアイテムにも当てはまる。さらに、オリジナルのDoomに登録されている音楽、およびオーバーワールドのグラフィックス（ギーガー風の死と地獄のシーンが描写されている）と変更されていないマップ（E1M6からE4M9）はそのまま残され、WADファイル編集の知識があれば誰でも登録済みのDoom（具体的にはThe Ultimate Doom）の独自のコピーを作成できるようになっている。

## 評価・反響
リリース時にはゲームはゲーマーから大好評だった。さまざまな年齢層の消費者から熱烈な反応があり、続編の開発を求める声が多かった。Chexシリアルの法人向け売上高は前年同期比295%、シェア48%増と大幅な伸びを示した。これらの増加はChex Questのリリースが直接の原因であり、ゼネラル・ミルズはプロモーションを「大成功」と評価した。プロモーションは6週間しか続かなかったものの、ゲームはプロモーション期間を超えてもプレイされ続け、プロモーションマーケティンググループは、ブランドイメージを「古風でつまらないものから、刺激的で楽しく現代的なものへ」再活性化させたと考えている。 
それにもかかわらず、本作のゲームメディアからの注目は低く、否定的なものになる傾向があった。本作の前身（Doom）や当時の他の類似ゲームとの比較では、「Doomクローン」と軽蔑的に呼ばれたChex Questにとっては不利なことが多く、ゲームはほとんどまたはまったく革新がない模倣品と見なされた。著名な穀物学者スコット・ブルースは、そのような軽薄な目的のためにChexシリアルの新しいマスコットを発明するというゼネラル・ミルズの決定を批判し、製品を販売するのに十分な説得力がないとしてChex戦士をはねつけた。 
現代では、Chex Questは非常に革新的であり 、既存作品にライセンス改造を施して商品を挿入するという先駆的な取り組みを行ったと考えられている。少なくとも500万本がリリースされたが、1990年代半ばにはコレクターの間でオリジナルのCDの価値が高いと指摘されていたため、流通市場では珍しい存在になっている。ゲームはかなりのカルト的人気を引き寄せ、そのファン層はリリースから時代が経過したにもかかわらずゲームを愛し続けていることに批評家の間で注目されている。しかしながら、他の批評家は本作をDoomのクローンとしても酷いとみなしている。 

### 続編

#### Chex Quest 2: Flemoids Take Chextropolis
DigitalCaféの1997年の続編『Chex Quest 2：Flemoids Take Chextropolis』は、ゲーマーがChex Questホームページから無料でダウンロードできるようになっている。オリジナルのゲームよりもさらに厳しいスケジュールで開発されたChex Quest 2は、完成を急いだ結果、ステージデザインと進行が著しく損なわれた。そこでゲームのWADファイルのステージや更新を個別に掲載して会社のwebサイトにアクセスを集める計画を立て、三作目を示唆するエンドシーケンスが閲覧可能にした。シリーズ三作目が開発される前にプロモーションは終了し、オリジナルのChex QuestとChex Quest 2の両方は、数年後にインターネットファンページにダウンロードできるように投稿されるまで、実質的に入手できなくなった。シリーズ三作目としてファンの手で完成されたファンゲームも数多く存在した。ただし、オリジナルの2つのゲームの正規性を主張して2番目の続編が作成されるまでにほぼ10年が経過していた。 
この続編のプロットでは、Chex戦士が故郷の惑星に戻ってChexシティに着陸すると、フレモイドの脅威が故郷に到達していたことを発見した。そこで、プレイヤーは地上の宇宙港、映画館（無限ループする3本の動画が映されている）、博物館、エポニムの都市（Chextropolis）で戦いつつ通り過ぎて下水道にたどり着き、「The Maximus」という名前のラスボスと対峙する。 

#### Chex Quest 3
2008年、Chex Quest 3は、元デジタルカフェのメンバーであるCharles Jacobi（アートディレクター兼リードアーティスト）とスコット・ホルマン（プログラマー）によってファンへのサービスとして開発され、リリースされた。元DigitalCaféサウンドデザインリーダーのアンドリュー・ベンソンも、ゲームにいくつかの曲を提供している。当初は単一のスタンドアロンのステージとして意図されていたが、Jacobiは2008年6月にChex Questのファンページ（Chexquest.org）で完全な続編の開発を発表し、同年の9月に本編がリリースされた。Chex Quest 3はZDoomソース移植を採用しており、前2作に比べてサイズがかなり大きくなっている。Jacobiがリリースした『Chex Quest 3』には、ZDoomベース版のChex QuestとChex Quest 2も含まれており、大幅な機能強化と指摘されていた問題点が修正されている。特にChex Quest 2はリマスターされ、一部のステージは大幅に改訂されたか、完全にオーバーホールされた。Charles Jacobiは、特に「The Ultimate Chex Quest」のようなファンが作ったプロジェクトを通じたファンの称賛と賛辞がこのプロジェクトを完了するためのインスピレーションになったと述べている。 
この続編のプロットは、最初の2つのChex Questゲームの出来事の10年後が舞台であり、フレモイドによる惑星ラルストンの侵略が描かれている。ストーリーの幅がはるかに大きなスケールになり、前作よりも一見残酷なシナリオになっている。後者はJacobiが最初の2作よりも「大きく感じてほしかった」だけであり、意図的ではないと否定した。 

#### 続編の可能性・リメイク
Kickstarterで資金提供による正規のChex Quest 4の可能性に関するインタビューの質問に対して、Jacobiはフランチャイズはゼネラル・ミルズが所有しているため、資金提供されたプロジェクトは著作権および商標法に違反する可能性が高いと指摘したが、愛好家によって作成されたブランドを中傷しないModを自由に配布することは、おそらく言論の自由として保護されるだろうと述べている。 
2016年、Jacobiはゼネラル・ミルズの許可を得て、オリジナルゲームの高解像度リメイク『Chex Quest HD』をUnreal Engine 4を使用して開発中であることを明らかにした。リメイクの予告編が2019年2月に公開された。オリジナルのゲームと同様に、5つのステージを収録しており、無料で公開される。このリメイクは2020年5月18日に公開され、Steamから入手できる。 

### ファン層
大企業によるオリジナルクリエイターの購入後のゲームの法的権利に関して、Chex Questと『ゴールデンアイ 007』間の類似点がファンによって引き出された。これらの企業イベントにより、後の公式の続編の可能性はかなり不確実になっている。 ただし、『ゴールデンアイ 007』と同様に、Chex Questには熱心なカルト的ファン層がいて、リリースから20年経った今でもファンアートや新しいWADファイル、さらには完全な続編が制作され続けている。この事実は、PCゲームがコミュニティのイノベーションを促進しサポートする能力を強調するために用いられてきている。
本作は1996年にシリアルのおまけとして登場して以来、熱心なファン層を獲得している。Chexシリアルのファン層は『Doom』シリーズのファン層と重複しており、活発なChex Questファンコミュニティは、ファンが作った非正史の続編を数多く生み出し、Chex TrekシリーズやZorchmatch modを含む数多くの非公式プロジェクトが行われている。その他にも、ファンが作成した『Chex Quest 3』と『Chex Quest 4』、そして『Return of the Chex Warrior』『Chex Quest Project Z』および『the Chex Quest platformer』のような.wadやGame Makerの続編などがファンコミュニティ内で間違いなく人気を博している。オリジナルのDoomエンジンも含め、ほぼすべての主要なDoomソース移植用に設計されたファン制作のChex QuestのWADがある。